# Jimmy Matthews
Pour les articles homonymes, voir Matthews.
Thomas James Matthews (né le 3 avril 1884, décédé le 14 octobre 1943), communément appelé Jimmy Matthews, était un joueur de cricket australien. Il a disputé plusieurs tests pour l'équipe d'Australie en 1912.
Sa carrière internationale fut éphémère mais il reste dans l'histoire du cricket comme étant le premier et seul joueur à ce jour à avoir réussi deux hat-tricks au cours du même test.
Il arrêta sa carrière à l'issue de la saison 1914-15. Bien qu'il soit encore suffisamment jeune après la Seconde Guerre mondiale, il ne joue plus de match au plus haut niveau.
Il fut également joueur de football australien.

## Équipes
- Victoria

## Sélections
- 8 sélections en test cricket en 1912.

## Records et performances
- Deuxième joueur après Hugh Trumble à avoir réussi deux hat-tricks en test cricket (le 28 mai 1912 contre l'Afrique du Sud). Depuis, seul Wasim Akram a réédité la même performance.
- Premier et seul joueur à avoir réussi deux hat-tricks au cours du même match.